# Lehrsupervision
Lehrsupervision ist ein Bestandteil der Ausbildung zum Supervisor. In der Lehrsupervision lernt der angehende Supervisor in einer Supervisionssituation die Methode der Supervision. Dies geschieht durch die Reflexion von Supervisionsprozessen, die der Supervisor in Ausbildung wiederum selbst im Rahmen seiner Weiterbildung  durchführt, wie auch der Reflexion weiterer Aspekte, mit einem erfahrenen Kollegen.

## Ablauf
Inhaltlich bringt der Lehrsupervisand (also der angehende Supervisor) Situationen aus seiner eigenen Supervisionstätigkeit ein, meistens indem er davon verbal berichtet. Für die Ausbildung werden mindestens 30 Sitzungen Lehrsupervision verlangt.
Lehrsupervision lehnt sich ursprünglich an den Ausbildungsbestandteil Lehranalyse oder Lehrtherapie in der Ausbildung zum Psychotherapeuten an.

## Beobachter des Beobachters
Systemisch gesehen handelt es sich um hochkomplexe Situation: Der Beobachter (der Supervisor) beobachtet den Beobachter (den Lehrsupervisor) beim Beobachten seiner Beobachtungen (des Supervisors an seinem Klienten). Gleichzeitig beobachtet der Supervisor natürlich sich selbst in seiner Beziehung zum Lehrsupervisor und dieser sich selbst in seiner Beziehung zum Supervisanden. Psychoanalytisch ausgedrückt: ein verwirrendes Feld der Übertragungen und Gegenübertragungen, vermischt mit Hypothesen über den Supervisanden. Oder noch komplexer: über die Hypothesen des Supervisanden über dessen Klienten (bzw. über das Klientensystem des Supervisanden).
Hilfsweise werden Videoaufzeichnungen über die Arbeit des Supervisors mit seinem Supervisanden als direktes Anschauungsmaterial benutzt.

## Live-Supervision
Um die Komplexität und das Hypothetische zu reduzieren, ist man zu Live-Supervision übergegangen. Hier beobachtet der Lehrsupervisor den Supervisor direkt bei dessen Arbeit mit dem Supervisanden. In der Vorbereitung, bei Unterbrechungen und Pausen und in der Nachbereitung findet die eigentliche Lehrsupervision statt. Dadurch wird auch die Rückkopplung zeitlich wesentlich verkürzt: der Supervisor kann neue Erkenntnisse oder Ideen in der nächsten Sequenz unmittelbar umsetzen (und der Lehrsupervisor diese Umsetzung wiederum unmittelbar beobachten). Auch für den Supervisanden ist eine solche Live-Supervision eine große Herausforderung und Chance.

## Triadische Supervision
Hier berät ein angehender Supervisor einen Kollegen der „Supervisand“ spielt. Der dritte Kollege ist Beobachter und gibt durch seine Rückmeldungen Anregungen zum Verstehen des Supervisionsprozesses und zum Verhalten des Supervisors (er spielt „Lehrsupervisor“). Die Triade ist ein prägendes Grundmuster in allen Beziehungen, also auch in der Supervision. In der triadischen Supervision können sich die drei Beteiligten selbst erfahren und so mehr über die Wirkung und über Interventionsmöglichkeiten zu lernen.

## Lehrsupervision im Team
Angehende Supervisoren, ebenso Erfahrene, schließen sich als Peer-Gruppe zum gegenseitigen Erfahrungsaustausch zu „Fall-Supervision“ zusammen. „Fall“ ist hier die Arbeit der Supervisoren mit ihren Supervisanden (oder der Supervisanden-Systemen).
Sowohl in der Ausbildung, als auch von aktiven Praktikern wird in der Peer-Gruppe immer mal wieder ein Lehrsupervisor hinzugezogen. Schwerpunkt ist dann oft das System der Supervisorengruppe, die Beziehungen der Mitglieder, die Gruppendynamik. Erkenntnisse über spiegelbildliche Zusammenhänge mit besprochenen Klienten-Systemen lassen so Prozesse im Klientensystem selbst besser erkennen und verstehen.